# Гинекология
Гинеколо́гия (др.-греч. γυνή, γῠναικός — «женщина» + др.-греч. λόγος — «слово, учение») — отрасль медицины, изучающая заболевания, характерные только для организма женщины, прежде всего — заболевания женской репродуктивной системы.
Врач-гинеколог занимается наблюдением состояния женских половых органов и при наличии заболеваний их лечением в динамике, профилактикой возможных осложнений.
Врач-акушер наблюдает в динамике за развитием беременности предпочтительно с малых сроков, следит за состоянием внутренних органов беременной, направляет в стационар на родоразрешение. В последнее время[когда?] в российском здравоохранении введено ограничение на работу в родильных домах врачей женских консультаций. То есть российский акушер — врач родильного дома, наблюдающий за здоровьем беременных, рожениц, родильниц.
Теснейшим образом гинекология связана с акушерством, изучающим явления в женском организме, относящиеся к беременности и родам, от момента зачатия до конца послеродового периода; близко стоит она также к хирургии и другим отделам практической медицины, — нервным, внутренним болезням и т. д.; выдающиеся представители гинекологии были в громадном большинстве в то же время акушеры или хирурги; но половая жизнь женщины так сложна, столь влияет на отправления всех органов её организма, и патологические изменения её половой сферы так многочисленны и разнообразны, что гинекология сама собой выделилась в отдельную науку, поскольку существует большое количество заболеваний, характерных только для женского организма. Патологии, относящиеся к женской половой сфере, характерны как для совсем молодых женщин, так и для женщин более зрелого возраста.
Гинекология также связана с урологией, эндокринологией, педиатрией и терапией. С урологией её связывает общность элементов структуры мочевыделительной и репродуктивной систем, и целый ряд симптомов урологических нарушений связан с особенностями функционирования половых органов. Так, опущение матки или ослабление мышц тазового дна могут вести к недержанию мочи. Специализированный раздел медицины, исследующий связи между урологическими и гинекологическими патологиями, называется урогинекологией. Яичники как железы внутренней секреции входят в состав эндокринной системы. Педиатры и неонатологи призваны следить за здоровьем и развитием девочек в целом, включая формирование репродуктивной системы от рождения до достижения половой зрелости. Терапевты ведут женщину в течение всей взрослой жизни.

## История гинекологии

### Древний мир
Древнейшим из известных медицинским документом о гинекологии является древнеегипетский Папирус Кахуна (ок. 1850 год до н. э.). В нём перечислены 34 гинекологических предписаний с симптомами и диагнозами, приведены рецепты медикаментов, дезинфекции (окуривания) из натуральных продуктов, описаны симптомы беременности, методы определения пола неродившегося ещё ребёнка.

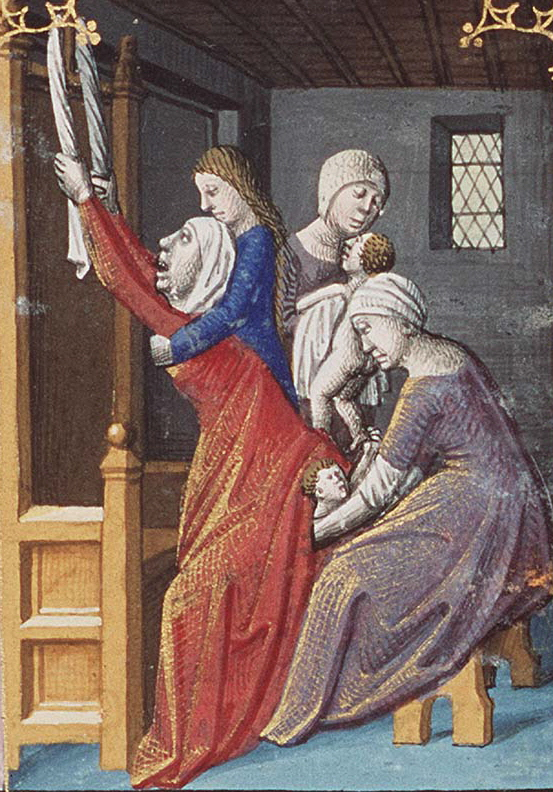
Рождение близнецов. Миниатюра из «La Cité de Dieu» (1475—1480)

История медицины указывает, что в древнейшие времена развитие акушерства, гинекологии и хирургии шли рядом; в книгах Моисея, у Пророков[каких?], в Талмуде и т. д. имеются ясные сведения о повивальных бабках, месячных, женских болезнях и способах их лечения.
Судя по книгам Гиппократа (Корпус Гиппократа V / IV век до н. э.), познания по гинекологии были в то время довольно обширны, а при гинекологических исследованиях и тогда прибегали к пальпации и ручному диагнозу; приёмы ручного исследования считались необходимыми для определения смещения, выпадения и наклонения матки, присутствия опухолей, и страданий маточной шейки и рукава.
Сохранился трактат «Гинекея» древнегреческого врача Сорана Эфесского (I—II века н. э.) и его переложение VI века «Genecia» Мустио.
При раскопках Помпеи найдено трёхстворчатое рукавное зеркало, раскрывавшееся посредством винта, о рукавном зеркале упоминает Павел Эгинский. Способы лечения женских болезней практиковались в древние времена — местные: подкуривания, спринцевания, пессарии, банки, припарки, примочки и пр.; и внутренние: слабительные, рвотные, специальные для женщин травы и коренья и пр.
После Гиппократа гинекология, подобно всей медицине, непрестанно развивалась, хотя и довольно медленно; но с половины VII века наступил почти полный застой в её развитии: у господствовавших в те времена арабов, монголов — религия не допускала врача-мужчину к больной женщине.

### Средние века
В Средние века гинекология хотя и возродилась, но попала под влияние мистицизма и схоластики.
С медицинской точки зрения тех времён женское тело рассматривалось как более хрупкая разновидность мужского, как зеркальное отражение, с половыми органами внутри, а не снаружи.
Только с эпохи Возрождения врачи начали собирать материал для постройки здания научной гинекологии. Прежде всего пришлось очистить её, как и акушерство, от укоренившихся предрассудков и мистических положений; в этом отношении много сделали акушеры француз Жан-Луи Боделок (1745—1810) и немец Иоганн Боер (1751—1835); а затем только научные врачи могли поставить её на физиологические законы. Гинекологическая хирургия возродилась несколько ранее: как отдел чистой хирургии, она отделилась от акушерства ещё в Средние века.

### Новое время. Возрождение науки

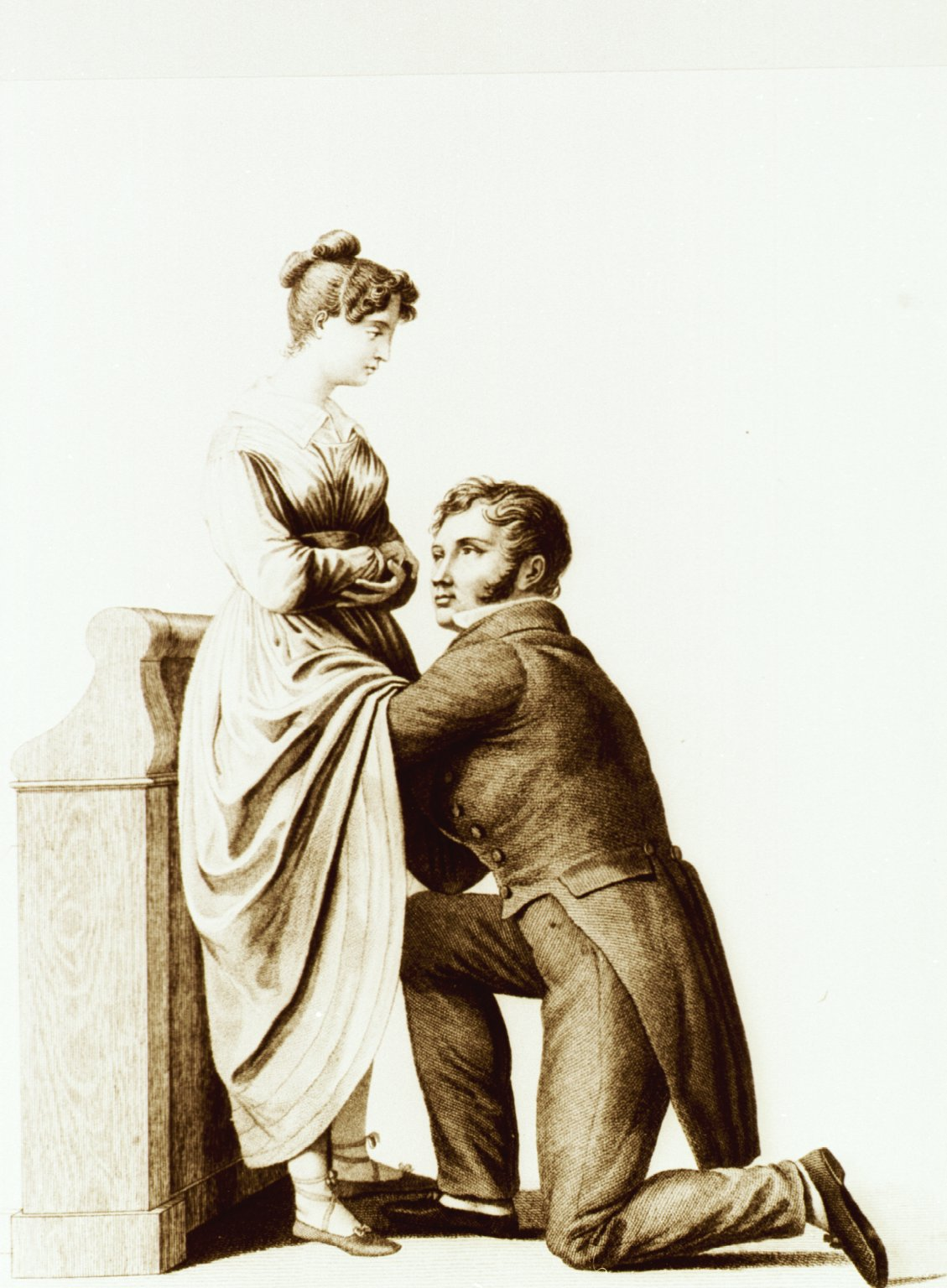
Исторически сложившиеся табу, связанные с рассмотрением женских гениталий многие века подавляли гинекологию, как науку. На данном рисунке художника Жака Пьера Мегре (Jacques-Pierre Maygrier) виден своеобразный «компромисс», когда врач-гинеколог пальпирует пациентку, не глядя на её пах

В королевской хирургической академии, в Париже, открытой Лапейроном в 1737 году, гинекология занимала уже видное место. Хирургами же в начале следующего столетия сделано много важных открытий, относящихся к гинекологии:
- в 1818 году получило известность изобретённое Жозефом Рекамье[фр.] рукавное цилиндрическое зеркало, употребляемое и в наше время;
- Лисфранк и Мелье указали на способы внутриматочных впрыскиваний; Лисфранк доказал полную возможность ампутации шейки матки;
- в 1809 году Эфраим Макдауэлл произвёл первую овариотомию и т. д. Из акушеров, оказавших услуги гинекологии в первой половине настоящего столетия, особенно выдаётся Киллиан, проф. в Бонне, родившийся в 1800 г. в С.-Петербурге и получивший образование в Виленской медиц. академии; он написал руководство по оперативному акушерству, в которое вошла и оперативная гинекология.
- 1847 год примечателен введением в медицину хлороформа эдинбургским профессором Симпсоном.
- Спенсер Уэльс, предложивший маточный зонд и основавший внутриматочную механургию.
- американский хирург Джеймс Симс, сделавший до 1882 года 1071 операцию овариотомии, считается «отцом современной гинекологии»[7][8]. Критикуемый сегодня, в своё время Симс развил мастерство, оперируя рабынь без анестезии[9][10]. В 1855 году он открыл в Нью-Йорке первую больницу, специализирующуюся на женских болезнях[11].

В XX веке с развитием основных медицинских наук, анатомии, физиологии, гистологии и др., гинекология получила новое научное направление и систематизировала подлежащие её ведению болезни; классификация эта до сих пор ещё меняется различными авторами, смотря по господствовавшим теориям и воззрениям. Эмпиризм, дававший основу для терапии, заменился точно обставленными опытами и наблюдениями, под контролем статистики. Появились и врачи, почти специально посвятившие себя гинекологии, даже одному какому-либо её отделу.
В Германии преобразователем гинекологии явился Кивиш (в Вюрцбурге и Праге), тщательно обработавший диагностику женских болезней. Сканцони оставил много научных трудов по гинекологии.
Во Франции Куртю (руководство по гинекологии), Галльяр, Пеан и др.

### Современность
Современная гинекология опирается на современные достижения в изучении анатомии, гистологии, физиологии, биохимии организма и репродуктивной системы в частности. К сбору анамнеза и осмотру пациенток добавились современные биохимические, микробиологические и гистологические исследования, а также неинвазивные методы визуализации: рентгенография, ультразвуковые исследования, компьютерная и магнитно-резонансная томография. Появились современные лекарства, методы лечения и средства контрацепции, снижающие вероятность не только нежелательной беременности, но и передачи инфекций половым путём, операционные методы и приборы для физиотерапии. Появилась и развивается детская гинекология, позволяющая своевременно выявить особенности развития и лечить специфические патологии у девочек и девушек.

## Наиболее распространённые вопросы гинекологии
- Беременность и осложнения беременности
- Прерывание беременности (аборт)
- Контрацепция
- Эрозия шейки матки
- Миома матки
- Киста яичника

## Методы исследования
В современности в гинекологии используются такие инструментальные методы исследования, как гистеросальпингография, кольпоскопия, гистероскопия, лапароскопия, магнитно-резонансная томография, ультразвуковое исследование органов малого таза и молочных желёз, зондирование матки, биопсия эндометрия и шейки матки. Лапароскопия является методом диагностики и лечения большинства гинекологических заболеваний, а также позволяет различать гинекологическую и хирургическую патологию.

## Гинекологический инструментарий
Для диагностического осмотра стенок влагалища и влагалищной части шейки матки используются кольпоскоп и влагалищные зеркала. Внутренняя поверхность матки осматривается при помощи гистероскопа. При проведении операции диагностического выскабливания слизистой оболочки матки применяются корнцанги и хирургические пинцеты, зажимы, вибрационные и металлические расширители и кюретки.